# Aleuropteryx argentata
Aleuropteryx argentata är en insektsart som beskrevs av Bo Tjeder 1957. Aleuropteryx argentata ingår i släktet Aleuropteryx och familjen vaxsländor. Inga underarter finns listade i Catalogue of Life.